# Mayo Leb'ri
Mayo Lebri est un village du Cameroun situé dans le département de Bénoué et la Région du Nord. Le village fait partie de l'arrondissement de Pitoa. Le village rassemble deux quartiers,le long du mayo éponyme. 